# Manihot janiphoides
Manihot janiphoides är en törelväxtart som beskrevs av Johannes Müller Argoviensis. Manihot janiphoides ingår i släktet Manihot och familjen törelväxter. Inga underarter finns listade i Catalogue of Life.